# Гольдорф (Мекленбург-Передня Померанія)
Гольдорф (нім. Holldorf) — громада в Німеччині, розташована в землі Мекленбург-Передня Померанія. Входить до складу району Мекленбургіше-Зенплатте. Складова частина об'єднання громад Штаргардер-Ланд.
Площа — 15,69 км2. Населення становить 765 ос. (станом на 31 грудня 2020).